# Cyrebia forsteri
Cyrebia forsteri là một loài bướm đêm trong họ Noctuidae.